# Midnight City
"Midnight City" is een single van de Franse band M83. Het nummer werd uitgebracht als de tweede track op het album Hurry Up, We're Dreaming uit 2011.

## Achtergrond
Midnight City is geschreven door Justin Meldal-Johnsen, Anthony Gonzalez, Yann Gonzalez, Morgan Kibby en Brad Laner en geproduceerd door Justin Meldal-Johnsen en Anthony Gonzalez. De titel van het nummer is gebaseerd op de ervaring van Anthony Gonzalez in de nacht in de stad Los Angeles. Het nummer is erg herkenbaar door de hoge tonen in de intro, wat de stem van Anthony Gonzalez is, maar vervormd. In de outro van het lied wordt er saxofoon gespeeld door James King van de band Fitz & the Tantrums. Het werd veel gebruikt in reclames, films en series, zoals een reclame voor Vogue en een aflevering van Black Mirror. Het nummer was in verschillende landen een succes, mede door het gebruik in verschillende media. In Frankrijk haalde het zelfs de 8e plek, omdat het gebruikt werd als themanummer van het Europees kampioenschap voetbal 2012 bij de zender TF1. In België belandde het ook in beide hitlijsten, met een 18e plek in Wallonië en een 32e plek in Vlaanderen. In Nederland haalde het de hitlijsten niet.